# キリキア

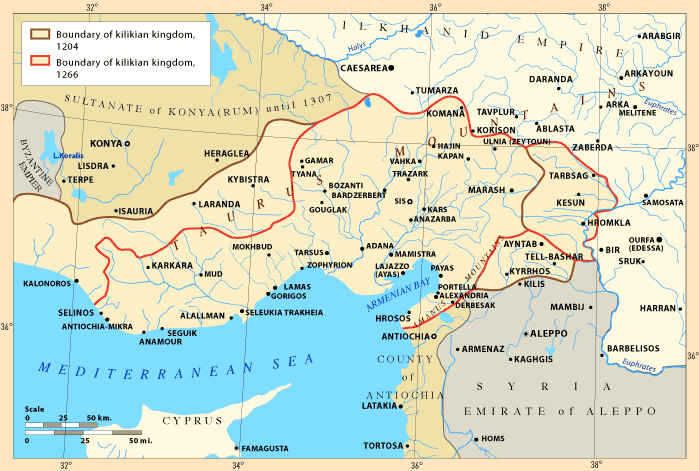
キリキア地方。13世紀から14世紀、キリキア・アルメニア王国が存在した時期のもの

キリキア (Cilicia) は、トルコ南部にある、地中海に面した一地域の名前。地中海をへだててキプロスと向かい合い、また南東部にシリアの位置する地域である。北は、世界遺産で有名なカッパドキアと接している。キリキアは海岸沿いのチュクロワ平野と、西部のトロス山脈（タウルス山脈）をはじめとして平野部をとりかこむように広がる山地の部分とで成り立つ。聖パウロの生誕地であるタルスス（タルソス）の町があることで知られる。現在はトルコ第4の都市アダナがある。
アナトリア半島の東部および南部は険しい山地や高原が広がっているため、平野部のあるキリキアは古くから小アジアやヨーロッパと中東を結ぶ交通・貿易・戦略の要衝であった。トロス山脈には細く険しい道があり、とくに交通の重要地として「キリキアの門」と呼ばれた。ヨーロッパと中東を結ぶ中継地であるため、地政学的に言う緩衝地帯であり、古代から何度も支配者が入れ替わった地域でもある。

## 地名の語源
ギリシャ神話の人物キリクス (Κίλιξ) からきている。また、フェニキアかアッシリアの王子キリック（キラック）からきているともいわれる。

## 地理
冒頭で述べたように、この地域はチュクロワ平野（チュクロバ平野）と、それを囲むトロス山脈などの山脈部でできている。そのため、古代ギリシャの歴史家ストラボンはこの地域を「山地のキリキア」 (Cilicia Trachea) と「平地のキリキア」 (Cilicia Pedias) とに分けて考えた。
とくに平野部は、大部分が高原や山地で構成されるトルコの領土のなかで数少ない平地であり、トルコのなかでも最も活発な地域の1つである。小麦などが栽培されており、トルコ第4の都市アダナがあって他の産業も盛んである。
現在のこの地域における行政区画は地中海地方 (トルコ)を参照のこと。

## 歴史

### 古代
キリキアはアケメネス朝ペルシアの建国者キュロス2世によって紀元前6世紀に征服され、それから紀元前334年から始まるマケドニア王国のアレクサンドロス3世によるペルシアの征服までペルシア領であった。アレクサンドロス3世が東方に遠征する途中、紀元前333年にアレクサンドロス一行はキリキアに立ち寄った。そしてこの年にペルシアのダレイオス3世と戦って勝利し（イッソスの戦い）、その3年後にダレイオス3世の死とともにアケメネス朝は滅亡する。しかし、まもなく紀元前323年にアレクサンドロスが急逝すると、その後継をめぐって激しい争いが繰り広げられる（ディアドコイ戦争）。
争いの末キリキアはセレウコス朝シリアの支配域となる。セレウコス朝の初代王セレウコス1世は、このキリキアの西部沿岸地にセレウキア（現トルコ・シリフケ）という名の街を建設する。しかししばらく支配は安定したものではなく、まもなくプトレマイオス朝エジプトのプトレマイオス2世との領土争いが起き、キリキアを含むアナトリア半島の南岸部を失う（第1次シリア戦争など）。しかしその後セレウコス朝のアンティオコス2世はマケドニアのアンティゴノス2世と同盟を結んでエジプト戦いを挑み、小アジア海岸地域の奪還に成功する（第2次シリア戦争、紀元前260年 - 紀元前253年）。その後シリアは領土拡大に動き、小アジアの西・南沿岸部をすべて制圧する。しかし、当時シリアはハンニバルを亡命者として受け入れていたためにローマと対立し、ついにはローマと戦って敗れてしまう（前192年～前189年マグネシアの戦い）。この敗戦による賠償でシリアはトロス山脈西部より以西をすべて失い、キリキア地方西部はロドス領となる。
これを境にセレウコス朝は衰退に向かう。

前1世紀には東方のパルティア（イラン）に圧されすっかり弱体化したシリアは、そのころ力をつけてきたカフカスの大アルメニア王国により壊滅的な被害を受けることになる。アルメニアのティグラネス2世（在位前95年～前55年）はそれまでパルティアに奪われていたアルメニア台地（現在のトルコ東部）を奪還した勢いでついでにキリキアとシリア本土をも制圧した。

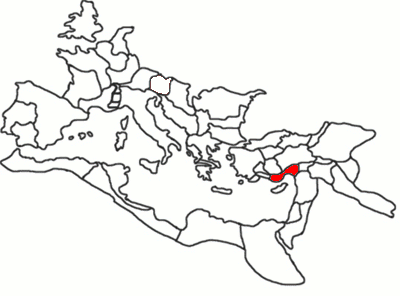
ローマ帝国のキリキア属州

これでキリキアはアルメニアのものになるかと思われた。しかし、当時アルメニアはローマと敵対関係にあった隣国ポントス王国のミトリダテス6世（ミトラダテス6世）をかくまっていたため、ローマの将軍ルクッルス（ルクルス）に攻められアルメニアの街をかなり破壊された（前69年）。しかしそれでもティグラネス2世はローマに抵抗する姿勢を見せたため、アルメニアは前66年、ポンペイウス率いるローマ軍に攻撃される。これによりティグラネス2世は、ローマがすでにアルメニアの敵対国パルティアと同盟を組んでいたことなども考慮した上で、ローマにミトリダテス6世の身柄と賠償金を引き渡し、そしてキリキアを含む彼の制圧した地域をすべて手放して降伏する。これによってキリキアはローマの属州に加えられ、タルソスが州都に指定される（ついでにポンペイウスはシリアに出向いてセレウコス朝を滅ぼしシリアも属州にする）。
その後、長い間キリキアはローマ帝国、および4世紀末以降ローマ帝国の東半分の領土を受け継いだ東ローマ帝国（ビザンツ帝国）の領土となる。紀元前後には州都タルソスでキリスト教の伝道師となる聖パウロが誕生する。その後セレウコス朝シリアの首都でありその後シリア属州の州都となったアンティオキア（現トルコ・アンタキヤ）がキリスト教布教の拠点となり、隣のキリキアもキリスト教の強い影響を受けるようになる。

### 中世
しばらくは東ローマ帝国の領土として安定していたが、7世紀にイスラム教が興ると、その後アラブ人は多方面に征服活動（ジハード）を進めていく。その一環としてアラブ人はシリア方面で636年にヤルムークの戦いで東ローマ帝国軍を破り、その後キリキアはシリアとともにイスラム帝国領となる。その後イスラムの手によってアダナの街が造られるようになる。
当時はコンスタンティノープルまで攻めあがってくるイスラム帝国をここでなんとか撃退して平安を保った東ローマ帝国だったが、徐々に国力が回復していき9世紀になり東ローマ帝国の王朝がマケドニア朝になると、963年に即位したニケフォロス2世フォカスは、当時カリフによってキリキアの統治を認められていたアラブ系のハムダーン朝と戦い、キリキアやアンティオキアを含むシリアの一部を奪還する。領土を回復した後東ローマ帝国は、この地域にアルメニア人の役人を送って地方長官に任命する。その後、この地には多くの勢力が往来し混沌の世界へと向かっていく。
この地に赴任するアルメニア人長官は、徐々に世襲化されていき、土地の開発に次々と着手して勢力をつけるようになる。住人の多くがギリシャ人やシリア人、アラブ人だったこの頃、東方のカフカスではアルメニアがムスリムや東ローマ帝国、そして11世紀半ば以降テュルク（トルコ）系のセルジューク朝に次々と侵略されていた。住家を荒らされた多くのアルメニア人は、貴族から商人・農民など階層に関係なく国外へ次々と移住していく（ディアスポラ）。しかも彼ら移住者の多くは周りを山岳に囲まれた住みやすい平野のキリキアに集まってくる。そのためキリキアは一気にアルメニア人の多い地域になり、とくに有力者は東ローマ帝国の地方官吏も含めてアルメニア人で占められるようになる。

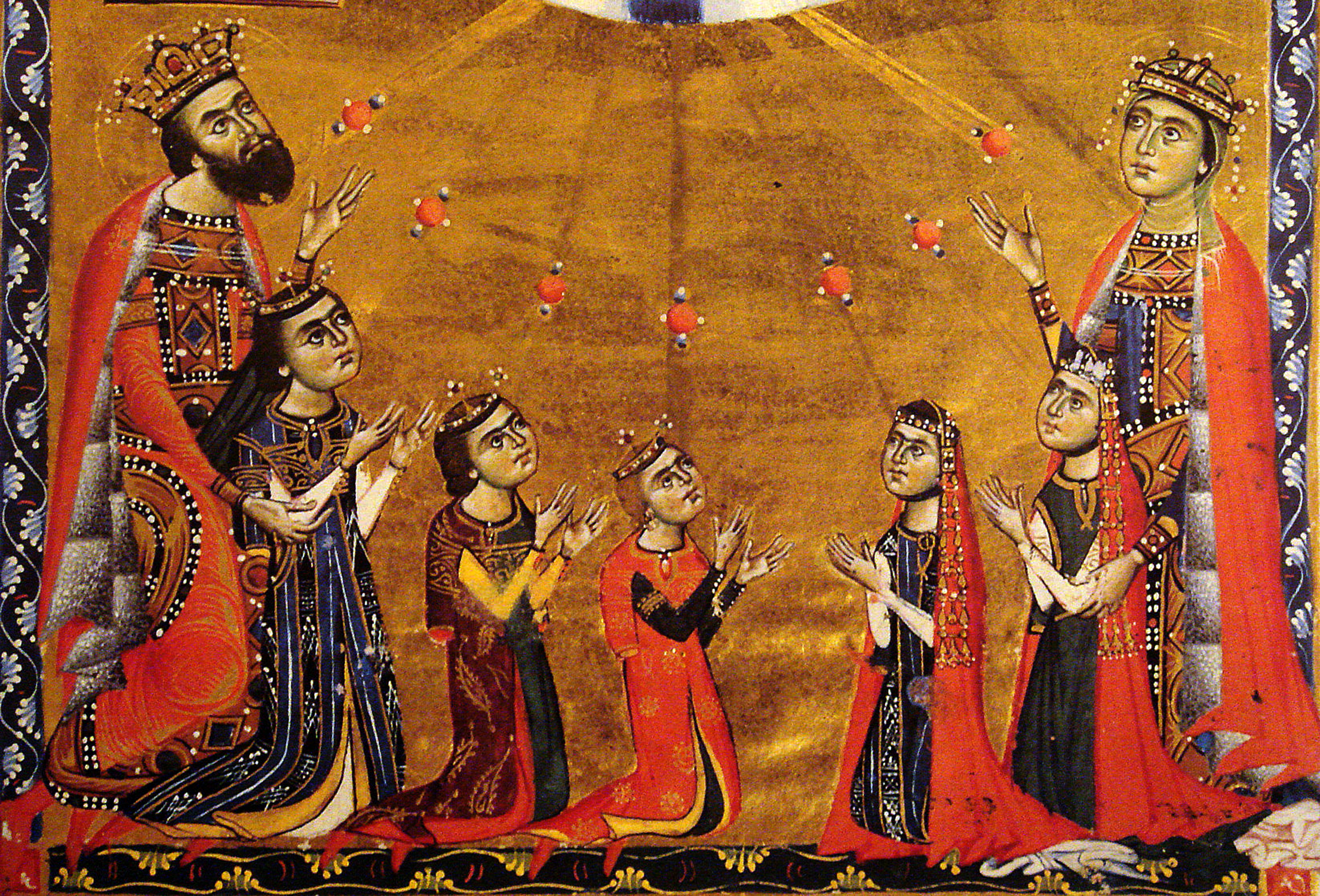
キリキア・アルメニア王国国王レオ3世（レオ2世）とその家族

一方、アルメニアを侵略していたセルジュークトルコ（ルーム・セルジューク朝）は進路を変え、小アジアを征服するべく東ローマ帝国との戦いに入る。1071年のマンジケルトの戦いで東ローマ帝国は破れ、以後キリキアを含め小アジアにトルコ人が続々と入り込んでくる。1095年には小アジアの西部を除くほとんどをトルコに奪われていた東ローマ帝国は危機感を抱き、カトリック教会のローマ教皇を通して西欧諸国に救援や傭兵を要請する。この出征に対して西側諸国の教皇・領主・民衆はいろいろな思惑を抱き、第1回十字軍が派遣される。
1097年、十字軍指導者のうち、ブローニュ伯ボードワンとタラント公ボエモンの甥タンクレッドがそれぞれ騎士を連れてキリキアの地に立ち寄る。彼らはめいめい自分の国を築くことを目的にしていたため、キリスト教徒であるアルメニア人に認められて建国しようともくろみ、この地のトルコ軍を一掃する。しかしその後彼らはここに自分たちの望む王国が作れないと悟り、キリキアを去っていく。
また、東ローマ帝国が弱体化したのを尻目に、アルメニア人の中では独立機運が高まる。そんな中1080年に創始されたルーベン朝（「ルービニャン」「ルベニッド」とも）は、数十年間にわたり、キリキア平野部の東ローマ帝国の勢力を攻撃して領土を広げ、以後独立運動の中心的役割を担っていく。一旦は1137年に東ローマ帝国のヨハネス2世コムネノスにより制圧される。しかし外交巧みなレヴォン1世（レオ1世）などの功により、セルジューク・トルコの援助を得てのちに東ローマ軍を一掃し、他にも十字軍には積極的に物資の援助したり港を利用させたりしたためローマ教会にその功労を認められ、ついにルーベン朝レヴォン2世（レオ2世）はローマ教皇および神聖ローマ帝国皇帝に王冠を授けられ、ここに1198年、キリキア・アルメニア王国（小アルメニア王国・キリキア王国とも）が認められるようになる。
このころは地中海貿易の中継地として栄え、また西欧から文化や学問が入り込んできて独自のアルメニア美術が発展を遂げるようになる。しばらくは安定していたが、1250年エジプトでイスラムのマムルーク朝が興り、ムスリムの脅威に晒されるようになる。これに対抗するため、ヘトゥム朝のヘトゥム1世はこの頃にペルシャやカフカスで破竹の勢いで諸国を侵略していたモンゴル帝国に援軍を要請し、マムルーク朝に対し合同で戦った。しかしまもなくモンゴル軍の力が衰えると、マムルーク部隊により次々と襲われるようになる。14世紀に入ってからはモンゴル軍は次々と潰走していったためいよいよキリキアの防衛力がなくなり、一方で王宮内では後継者争いまでおき、マムルーク兵の度重なる襲来により領土は損なわれ、ついに1375年、キリキア・アルメニア王国は崩壊する。
この時代の住民はアルメニア人やギリシャ人が多数であったが、王国の衰退期頃から、彼らの一部はコンスタンティノープルなど西部へ移住していった。中にはさらに遠く、バルカン半島などを経て西欧諸国へと移住していくものもあらわれた。
^写真の注: キリキア・アルメニア国王の名称につく番号は、王国の建国年をいつとみなすかによって異なる。

### 近代
13世紀末にイル＝ハン国の中から建国したトルコのオスマン帝国は15世紀、当時諸侯国の林立していたアナトリア半島の平定を試みる。その一環で1471年にキリキア西部の古都セレウキア（現トルコ・シリフケ）はオスマン帝国の領土となる。16世紀に入ると、セリム1世はマルジュ・ダービクの戦いで残りのキリキア平野部やシリアを併合する。その後、キリキアがトルコ以外の手に渡ることはほとんどなくなる。
第1次世界大戦で敗北したトルコは1919年、列強に分割統治されるが、そのうちキリキアはフランス領となる。その2年後の1921年にトルコに返還され、現在に至る。
なお、坂の急な隘路として長年にわたり防衛の要所となっていたキリキアの門は、現在では工事により道幅が広げられた上に高速道路が敷設されており、もはや防衛拠点ではなくなっている。

## その他
- 共和政ローマの時代、アナトリア南岸は海賊のアジトとして知られていた。前75年にはユリウス・カエサルがキリキアの海賊に捕らえられたという。その後前67年にポンペイウスがセレウキア（現シリフケ）の海賊を一掃した。
- 1190年、第3回十字軍がキリキアに立ち寄る際、神聖ローマ帝国の赤髭王フリードリヒ1世は、セレウキア近郊の川で溺死している。
- 現在、アルメニア共和国のサッカー・プレミアリーグに、この地にちなんだFCキリキアという名のクラブが存在する（本拠地エレバン）。